# Список умерших в 933 году

## Март
- 16 марта — Фудзивара-но Канэсукэ, японский вака-поэт.

## Июль
- 19 июля — Ибн Дурайд, арабский филолог и поэт.

## Август
- Альфонсо IV, король Астурии и Леона (925—931)[1].

## Сентябрь
- 13 сентября — Адалульф, граф Булони (918—933).

## Дата смерти неизвестна или требует уточнения
- Альфонсо Фройлас, король Леона (925) и Галисии (925—926).
- Гульельмо I, итальянский граф, отец Алерамо — основателя династии Алерамичи[2].
- Ду Гуантин, известный даос, состоявший на службе у последних императоров империи Тан[3].
- Трифон, патриарх Константинопольский (928—931)[4].
- Харальд I Прекрасноволосый, конунг Вестфольда, первый король Норвегии.